# João Derly
João Derly de Oliveira Nunes Júnior (ur. 2 czerwca 1981) – brazylijski judoka. Olimpijczyk z Pekinu 2008, gdzie zajął siedemnaste miejsce w wadze półlekkiej.
Mistrz świata w 2005 i 2007; siódmy w 2001. Startował w Pucharze Świata w latach 1999, 2002, 2006-2008 i 2011. Triumfator igrzysk panamerykańskich w 2007. Zdobył pięć medali mistrzostw panamerykańskich w latach 1997 - 2009. Brązowy medalista akademickich MŚ w 2000 i uniwersjady w 2001. Dwa razy wygrał mistrzostwa Ameryki Południowej. 

## Letnie Igrzyska Olimpijskie 2008
| Konkurencja | Eliminacje          | Eliminacje         | Klas. końcowa |
| Konkurencja | Przeciwnik I        | Przeciwnik II      | Miejsce       |
| ----------- | ------------------- | ------------------ | ------------- |
| 66 kg       | Kim Joo-jin (KOR) Z | Pedro Dias (POR) P | 17.           |